# リアアメリア
リアアメリア（欧字名:Ria Amelia、2017年2月21日 - ）は、日本の競走馬。主な勝ち鞍は2019年のアルテミスステークス、2020年のローズステークス。
馬名の意味は「母名の一部＋『愛されるもの』を意味する女性名」。

## 戦績

### デビュー前
2017年2月21日、北海道安平町のノーザンファームで誕生。母は2013年ブリーダーズカップ・ジュヴェナイルフィリーズ勝ち馬のリアアントニアで、本馬はその2番仔にあたる。一口馬主法人「シルクホースクラブ」から総額7,000万円（一口14万円×500口）で募集された。
育成はノーザンファーム空港牧場のA-2厩舎で行われた。同牧場の窪田淳調教主任は「リアアメリアはディープインパクト牝馬としては馬格がしっかりとしており、同世代の牝馬と比較しても完成度の高い馬だと思っていました。初めて見たときからグランアレグリアによく似ていると思ってもいました」と振り返る。A-2厩舎の飯野義勝厩舎長はトレセン入厩前の時点で、「6月の新馬戦を狙っていきます。牧場の中でも一番、成長が早いんじゃないですか。1歳の頃から、大人びた走りというか、素質が開花しっ放しという雰囲気です」と評価していた。

### 2歳（2019年）
3月に栗東・中内田充正厩舎に入厩し、同月29日にゲート試験に合格した。ゲート試験合格後は芝馬場で軽く時計を出した後にノーザンファームしがらきに放牧され、5月8日に帰厩した。この頃にはペーパーオーナーゲーム(POG)でも注目の存在となっていた。厩舎のスタッフからは「ダノンファンタジーに似ている」という声も挙がっていた。
令和改元後初の新馬戦となる6月1日の新馬戦(阪神芝1600m)でデビュー。川田将雅が騎乗し、単勝1.2倍の圧倒的1番人気に推された。スタートで出遅れて最後方からの競馬となったが、直線に入ると終始持ったままで他馬を置き去りにし、2着に8馬身差をつける圧勝で初陣を飾った。レース後、川田は「わざと出遅れて、後ろからの競馬を練習させました」と余裕のコメントを発した。中内田師も「大きいところを狙っていきたい素材なので、上手に成長させてあげたい」と語った。
9月下旬に栗東に帰厩し、10月26日のアルテミスステークスに出走。当日はプラス20キロの馬体重であったが、単勝1.3倍の圧倒的人気を集めた。道中はビッククインバイオが緩やかなペースで逃げ、やや折り合いに苦労しながらも、直線で大外から鋭く伸びて差し切り勝ちを収め、デビュー2連勝で重賞タイトルを手にした。
阪神ジュベナイルフィリーズには同じく無敗のウーマンズハート、レシステンシアらを抑えて単勝1.8倍の断然人気で出走。後方3番手からレースを進めるも、上がり3ハロンは35秒7と本来の伸びが見られず、6着に敗れた。川田は「中間の調整過程も良かったですし、返し馬も抜群でしたが、レースでは終始進まず、競馬が終わってしまいました。その原因をこれから探したいです」と語り、中内田師も「返し馬まではいい感じでしたが、レースでは馬が進んでいきませんでした。競馬をしていないので…。レース後も馬に異常はないので、これから敗因を考えます」と述べた。

### 3歳（2020年）
前哨戦を使わずぶっつけで桜花賞に出走。4番人気となったが10着に敗れた。続く優駿牝馬ではさらに人気を落とし8番人気となったが、結果は4着と掲示板を確保した。
秋はローズステークスで復帰。無敗の牝馬二冠馬デアリングタクトが秋華賞への直行を表明し、女王不在で混戦模様となった中、前日時点で1番人気、当日は3番人気で出走。レースでは好位追走から早め先頭に立つと後続を突き放し、最終的に2着に2馬身差をつけゴール。昨年のアルテミスステークス以来となる重賞2勝目を挙げ、秋華賞の優先出走権を獲得した。また、鞍上の川田と管理する中内田調教師は、共に昨年のダノンファンタジーに続く同レース連覇を果たした。
続く牝馬三冠三冠目の秋華賞は2番人気で出走、道中好位からレースを進めるも直線馬群に沈み13着と大敗。鞍上の川田は敗因は稍重の馬場と挙げた。次走のエリザベス女王杯は0.6秒差の7着に敗れる。

### 4歳（2021年）
4か月休養し中山牝馬ステークスで復帰、福永祐一に乗り替わり好位から競馬をするが7着に敗れた。次走の阪神牝馬ステークスはやや出遅れ9着と惨敗。続くヴィクトリアマイルでも出遅れ後方からの競馬となり13着と惨敗した。その後、休養を挟んで9月5日の新潟記念に出走するも9着、10月の府中牝馬ステークスではブービーの17着に沈んだ。

### 5歳（2022年）～6歳（2023年）
5歳初戦として、2022年6月19日に行われたハンデ重賞のGIIIマーメイドステークスに出走。13番人気に低評価であったが、4着と健闘した。続く関屋記念では6着、府中牝馬ステークスは13着と精彩を欠いた。
2023年1月14日の愛知杯15着が最後のレースとなり、同年1月18日付けで競走馬登録を抹消され現役を引退した。引退後はノーザンファームで繁殖牝馬となる。

## 競走成績
以下の内容は、netkeiba.comの情報に基づく。
| 競走日     | 競馬場 | 競走名           | 格   | 距離（馬場）  | 頭 数 | 枠 番 | 馬 番 | オッズ （人気） | 着順 | タイム （上り3F） | 着差 | 騎手      | 斤量 [kg] | 1着馬（2着馬）       | 馬体重 [kg] |
| ---------- | ------ | ---------------- | ---- | ------------- | ----- | ----- | ----- | --------------- | ---- | ----------------- | ---- | --------- | --------- | -------------------- | ----------- |
| 2019.06.01 | 阪神   | 2歳新馬          |      | 芝1600m（良） | 6     | 3     | 3     | 001.20（1人）   | 01着 | R1:36.5（34.4）   | -1.3 | 0川田将雅 | 54        | （ラルゲッツァ）     | 462         |
| 0000.10.26 | 東京   | アルテミスS      | GIII | 芝1600m（良） | 9     | 8     | 9     | 001.30（1人）   | 01着 | R1:34.3（33.0）   | -0.1 | 0川田将雅 | 54        | （サンクテュエール） | 482         |
| 0000.12.08 | 阪神   | 阪神JF           | GI   | 芝1600m（良） | 16    | 8     | 15    | 001.80（1人）   | 06着 | R1:34.2（35.7）   | -1.5 | 0川田将雅 | 54        | レシステンシア       | 482         |
| 2020.04.12 | 阪神   | 桜花賞           | GI   | 芝1600m（重） | 18    | 4     | 8     | 007.70（4人）   | 10着 | R1:37.3（38.0）   | -1.2 | 0川田将雅 | 55        | デアリングタクト     | 478         |
| 0000.05.24 | 東京   | 優駿牝馬         | GI   | 芝2400m（良） | 18    | 3     | 6     | 030.80（8人）   | 04着 | R2:24.7（33.7）   | -0.3 | 0川田将雅 | 55        | デアリングタクト     | 474         |
| 0000.09.20 | 中京   | ローズS          | GII  | 芝2000m（良） | 18    | 1     | 1     | 005.10（3人）   | 01着 | R1:59.9（34.4）   | -0.3 | 0川田将雅 | 54        | （ムジカ）           | 488         |
| 0000.10.18 | 京都   | 秋華賞           | GI   | 芝2000m（稍） | 18    | 1     | 2     | 006.70（2人）   | 13着 | R2:02.4（37.8）   | -1.8 | 0川田将雅 | 55        | デアリングタクト     | 484         |
| 0000.11.15 | 阪神   | エリザベス女王杯 | GI   | 芝2200m（良） | 18    | 3     | 5     | 016.30（7人）   | 07着 | R2:10.9（34.9）   | -0.6 | 0川田将雅 | 54        | ラッキーライラック   | 482         |
| 2021.03.13 | 中山   | 中山牝馬S        | GIII | 芝1800m（不） | 16    | 1     | 2     | 008.50（3人）   | 07着 | R1:55.6（40.3）   | -0.8 | 0福永祐一 | 55        | ランブリングアレー   | 490         |
| 0000.04.10 | 阪神   | 阪神牝馬S        | GII  | 芝1600m（良） | 12    | 6     | 8     | 004.50（3人）   | 09着 | R1:32.6（32.9）   | -0.6 | 0福永祐一 | 55        | デゼル               | 492         |
| 0000.05.16 | 東京   | ヴィクトリアM    | GI   | 芝1600m（良） | 18    | 8     | 16    | 057.00（8人）   | 13着 | R1:32.4（33.2）   | -1.4 | 0福永祐一 | 55        | グランアレグリア     | 486         |
| 0000.09.05 | 新潟   | 新潟記念         | GIII | 芝2000m（良） | 17    | 3     | 5     | 011.30（6人）   | 09着 | R1:59.0（34.8）   | -0.6 | 0川田将雅 | 55        | マイネルファンロン   | 496         |
| 0000.10.16 | 東京   | 府中牝馬S        | GII  | 芝1800m（良） | 18    | 3     | 6     | 025.1（10人）   | 17着 | R1:46.9（34.0）   | -1.3 | 0丸山元気 | 54        | シャドウディーヴァ   | 492         |
| 2022.06.19 | 阪神   | マーメイドS      | GIII | 芝2000m（良） | 16    | 8     | 16    | 039.3（13人）   | 04着 | R1:58.7（35.5）   | -0.4 | 0幸英明   | 55.5      | ウインマイティー     | 498         |
| 0000.08.14 | 新潟   | 関屋記念         | GIII | 芝1600m（稍） | 14    | 4     | 5     | 018.10（7人）   | 06着 | R1:33.9（32.9）   | -0.6 | 0菅原明良 | 54        | ウインカーネリアン   | 498         |
| 0000.10.15 | 東京   | 府中牝馬S        | GII  | 芝1800m（良） | 15    | 6     | 11    | 018.80（7人）   | 13着 | R1:45.7（35.1）   | -1.2 | 0藤岡佑介 | 54        | イズジョーノキセキ   | 500         |
| 2023.01.14 | 中京   | 愛知杯           | GIII | 芝2000m（重） | 15    | 8     | 14    | 067.0（14人）   | 15着 | R2:05.4（35.8）   | -2.3 | 0和田竜二 | 55        | アートハウス         | 512         |

## 繁殖成績
|      | 馬名               | 生年   | 性 | 毛色   | 父             | 馬主                 | 厩舎             | 戦績 |
| ---- | ------------------ | ------ | -- | ------ | -------------- | -------------------- | ---------------- | ---- |
| 初仔 | リアアメリアの2024 | 2024年 | 牡 | 黒鹿毛 | エピファネイア | (有)シルクレーシング | 栗東・中内田充正 |      |

- 2024年9月26日現在

## 血統表
| リアアメリアの血統                         | リアアメリアの血統                                     | リアアメリアの血統        | （血統表の出典）          | （血統表の出典） |
| 父系                                       | サンデーサイレンス系                                   | サンデーサイレンス系      | サンデーサイレンス系      | [ § 2 ]          |
| 父 ディープインパクト 2002 鹿毛            | 父の父*サンデーサイレンス Sunday Silence 1986 青鹿毛   | Halo                      | Hail to Reason            | Hail to Reason   |
| 父 ディープインパクト 2002 鹿毛            | 父の父*サンデーサイレンス Sunday Silence 1986 青鹿毛   | Halo                      | Cosmah                    |                  |
| 父 ディープインパクト 2002 鹿毛            | 父の父*サンデーサイレンス Sunday Silence 1986 青鹿毛   | Wishing Well              | Understanding             | Understanding    |
| 父 ディープインパクト 2002 鹿毛            | 父の父*サンデーサイレンス Sunday Silence 1986 青鹿毛   | Wishing Well              | Mountain Flower           |                  |
| 父 ディープインパクト 2002 鹿毛            | 父の母*ウインドインハーヘア Wind in Her Hair 1991 鹿毛 | Alzao                     | Lyphard                   | Lyphard          |
| 父 ディープインパクト 2002 鹿毛            | 父の母*ウインドインハーヘア Wind in Her Hair 1991 鹿毛 | Alzao                     | Lady Rebecca              |                  |
| 父 ディープインパクト 2002 鹿毛            | 父の母*ウインドインハーヘア Wind in Her Hair 1991 鹿毛 | Burghclere                | Busted                    | Busted           |
| 父 ディープインパクト 2002 鹿毛            | 父の母*ウインドインハーヘア Wind in Her Hair 1991 鹿毛 | Burghclere                | Highclere                 |                  |
| 母 *リアアントニア Ria Antonia 2011 黒鹿毛 | 母の父Rockport Harbor 2002 芦毛                        | Unbridled's Song          | Unbridled                 | Unbridled        |
| 母 *リアアントニア Ria Antonia 2011 黒鹿毛 | 母の父Rockport Harbor 2002 芦毛                        | Unbridled's Song          | Trolley Song              |                  |
| 母 *リアアントニア Ria Antonia 2011 黒鹿毛 | 母の父Rockport Harbor 2002 芦毛                        | Regal Miss Copelan        | Copelan                   | Copelan          |
| 母 *リアアントニア Ria Antonia 2011 黒鹿毛 | 母の父Rockport Harbor 2002 芦毛                        | Regal Miss Copelan        | Regal Pennant             |                  |
| 母 *リアアントニア Ria Antonia 2011 黒鹿毛 | 母の母Beer Baroness 2003 黒鹿毛                        | Mr. Greeley               | Gone West                 | Gone West        |
| 母 *リアアントニア Ria Antonia 2011 黒鹿毛 | 母の母Beer Baroness 2003 黒鹿毛                        | Mr. Greeley               | Long Legend               |                  |
| 母 *リアアントニア Ria Antonia 2011 黒鹿毛 | 母の母Beer Baroness 2003 黒鹿毛                        | Lavish Numbers            | Polish Numbers            | Polish Numbers   |
| 母 *リアアントニア Ria Antonia 2011 黒鹿毛 | 母の母Beer Baroness 2003 黒鹿毛                        | Lavish Numbers            | Timeleighness             |                  |
| 母系(F-No.)                                | アメリカンナンバー(FN:A1)                              | アメリカンナンバー(FN:A1) | アメリカンナンバー(FN:A1) | [ § 3 ]          |
| 5代内の近親交配                            | 5代内アウトブリード                                    | 5代内アウトブリード       | 5代内アウトブリード       | [ § 4 ]          |
| 出典                                       | 1. 2. 3. 4.                                            | 1. 2. 3. 4.               | 1. 2. 3. 4.               | 1. 2. 3. 4.      |

- 1歳下の全弟が2018年のセレクトセール当歳馬市場にて同年の最高額となる2億9000万円（税抜）で里見治によって落札されている[21]。